# Schleicher ASK 23
De ASK 23 is een kunststof zweefvliegtuig model eenzitter van fabrikant Schleicher. Het is de eenzitterversie van de populaire opleidingstweezitter ASK-21. Veel mensen die solo gaan, gaan solo op de 23.
De ASK 23 wordt in Nederland onder meer gebruikt door de Amsterdamsche Club voor Zweefvliegen, de Kennemer Zweefvlieg Club, Zweefvliegclub Den Helder en Vliegclub Haamstede.